# غيل غيلبرت
غيل غيلبرت (بالإنجليزية: Gale Gilbert) هو لاعب كرة قدم أمريكية أمريكي، ولد في 20 ديسمبر 1961 في ريد بلوف في الولايات المتحدة.

## وصلات خارجية
- غيل غيلبرت على موقع مرجع كرة القدم المحترفة.كوم (الإنجليزية)